# 羅日尼亞瓦

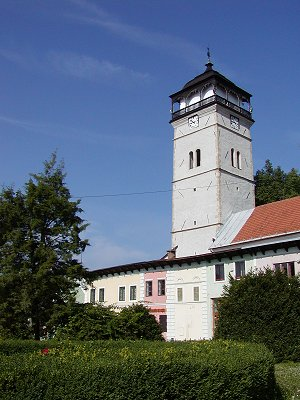

羅日尼亞瓦是斯洛伐克的城鎮，位於該國西南部科希策州，始建於1200年左右，面積45.61平方公里，海拔高度313米，是經濟和旅遊業中心，2005年人口19,231。

## 外部連結
- Rožňava （页面存档备份，存于）
- Information on Rožňava and the Gemer region
- Information on tourist sights （页面存档备份，存于） (with photo of the main square)
- Medial information site about life in Rožňava （页面存档备份，存于） (In slovak language)
- Official site （页面存档备份，存于） (Slovak only)